# Én és a Walter fiúk
Az Én és a Walter fiúk (eredeti cím: My Life with the Walter Boys) 2023-tól vetített amerikai drámasorozat, amelyet Melanie Halsall alkotott, Ali Novak Életem A Walter fiúkkal című regénye alapján. A főbb szerepekben Nikki Rodriguez, Noah LaLonde, Ashby Gentry, Johnny Link és Corey Fogelmaniss látható.
Amerikában és Magyarországon 2023. december 7-én mutatta be a Netflix.
2023 decemberében berendelték a második évadot.

## Szereplők

### Főszereplők
| Szereplők            | Színész          | Magyar hang        | Leírás |
| -------------------- | ---------------- | ------------------ | --- |
| Jackie Howard        | Nikki Rodriguez  | Mikita Dorka Júlia | Tizenöt éves lány, aki kénytelen Silver Fallsba költözni, miután egy New York-i autóbalesetben elvesztette az egész családját. |
| Cole Walter          | Noah LaLonde     | Baráth István      | Walter fiú, aki korábban a Silver Falls középiskola futballsztárja volt.                                                       |
| Alex Walter          | Ashby Gentry     | Czető Ádám         | Walter fiú, aki egy könyvmoly stréber.                                                                                         |
| Will Walter          | Johnny Link      | Szatory Dávid      | A legidősebb Walter fiú, aki főiskolát végzett és megnősült.                                                                   |
| Nathan Walter        | Corey Fogelmanis | Kretz Boldizsár    | Egy másik Walter fiú, aki szereti a zenét                                                                                      |
| Danny Walter         | Connor Stanhope  | Rada Bálint        | Cole ikertestvére, aki színészetet tanul.                                                                                      |
| Hayley Young         | Zoë Soul         | Staub Viktória     | Will menyasszonya. |
| Skylar               | Jaylan Evans     | Penke Bence        | Tini, aki elhatározta, hogy ő lesz a búcsúztató, Jackie barátja és Nathan szerelme.                                            |
| Dr. Katherine Walter | Sarah Rafferty   | Németh Kriszta     | Jackie törvényes gyámja, aki állatorvos.                                                                                       |
| George Walter        | Marc Blucas      | Holl Nándor        | Jackie törvényes gyámja, aki egy farmer.                                                                                       |

### Mellékszereplők

Címképernyő logó

| Szereplők     | Színész           | Magyar hang          | Leírás                                                                              |
| ------------- | ----------------- | -------------------- | ----------------------------------------------------------------------------------- |
| Richard       | Alex Quijano      | Juhász Zoltán        | Jackie anyai nagybátyja                                                             |
| Lee Garcia    | Myles Perez       | Tóth Márk            | Walter testvérek unokatestvére, aki velük él.                                       |
| Isaac Garcia  | Isaac Arellanes   | Pál Dániel Máté      | Lee bátyja, aki szintén velük él                                                    |
| Tara          | Ashley Holliday   | Mezei Kitty          | A Silver Falls középiskola tanácsadója, aki segít Jackie-nek és Haley barátnőjének. |
| Jordan Walter | Dean Petriw       | Papp-Horváth Levente | Egy másik Walter fiú                                                                |
| Benny Walter  | Lennix James      | Rostás Ábel          | A legfiatalabb Walter fiú.                                                          |
| Parker Walter | Alix West Lefler  | Blazsó Regina        | Az egyetlen Walter lány.                                                            |
| Erin          | Alisha Newton     | Laudon Andrea        | Cole barátnője.                                                                     |
| Olivia        | Gabrielle Jacinto | Hermann Lilla        | Erin legjobb barátja.                                                               |
| Kiley         | Mya Lowe          | Pekár Adrienn        | Alex legjobb barátja az óvoda óta.                                                  |

### Magyar változat
- Magyar szöveg: Nacsa-Bán Zsanett
- Hangmérnök és vágó: Bogdán Gergő
- Gyártásvezető: Bogdán Anikó
- Szinkronrendező: Dobay Brigitta
- Produkciós vezető: Felföldi Anna

A szinkront az Iyuno Hungary készítette.

## Epizódok
| Sor. | Év. | Cím                                       | Rendező          | Író                                  | Premier           |
| ---- | --- | ----------------------------------------- | ---------------- | ------------------------------------ | ----------------- |
| 1.   | 1.  | Üdv Coloradóban! (Welcome to Colorado)    | Jerry Ciccoritti | Melanie Halsall                      | 2023. december 7. |
| 2.   | 2.  | Élj egy kicsit! (Live a Little)           | Jerry Ciccoritti | Melanie Halsall                      | 2023. december 7. |
| 3.   | 3.  | A Cole-hatás (The Cole Effect)            | Nimisha Mukerji  | Jordan Ross Schindler                | 2023. december 7. |
| 4.   | 4.  | Tizenkilenc (Nineteen)                    | Nimisha Mukerji  | Jonathon Roessler                    | 2023. december 7. |
| 5.   | 5.  | Hálaadás (Thanksgiving)                   | Jerry Ciccoritti | Tawnya Bhattacharya és Ali Laventhol | 2023. december 7. |
| 6.   | 6.  | Teher (Baggage)                           | Jerry Ciccoritti | Jesikah Suggs                        | 2023. december 7. |
| 7.   | 7.  | Kisvárosi szóbeszédek (Small Town Rumors) | Winnifred Jong   | Kelsey Barry                         | 2023. december 7. |
| 8.   | 8.  | Szétcsúszás (Spinning Out)                | Winnifred Jong   | Grace Condon                         | 2023. december 7. |
| 9.   | 9.  | Forradalmak (Revolutions)                 | Jason Priestley  | Tawnya Bhattacharya és Ali Laventhol | 2023. december 7. |
| 10.  | 10. | Örökkön örökké (Happily Ever After)       | Jason Priestley  | Melanie Halsall                      | 2023. december 7. |

## A sorozat készítése
A Sony Pictures Television és az iGeneration Studios gyártja sorozatot, miután az iGeneration Studios felvásárolta a Komixx Entertainmentet. Ed Glauser, aki a Netflix A csókfülke című filmsorozatának vezető producere volt, Melanie Halsall showrunner és vezető producer mellett csatlakozott a gyártáshoz.
A sorozat forgatása 2022 márciusában kezdődött a Albertában és 2022 szeptemberében fejeződött be.
A sorozat forgatása egész Albertában zajlott, a forgatási helyszínek között szerepelt Calgary, Cochrane és Crossfield.